# Appennino abruzzese
L'Appennino abruzzese è il tratto più meridionale dell'Appennino centrale, posto tra l'appennino umbro-marchigiano a nord e l'Appennino meridionale (Appennino sannita) a sud: la vetta più alta è il Corno Grande (2.912 m s.l.m.) nel massiccio del Gran Sasso d'Italia.

## Descrizione

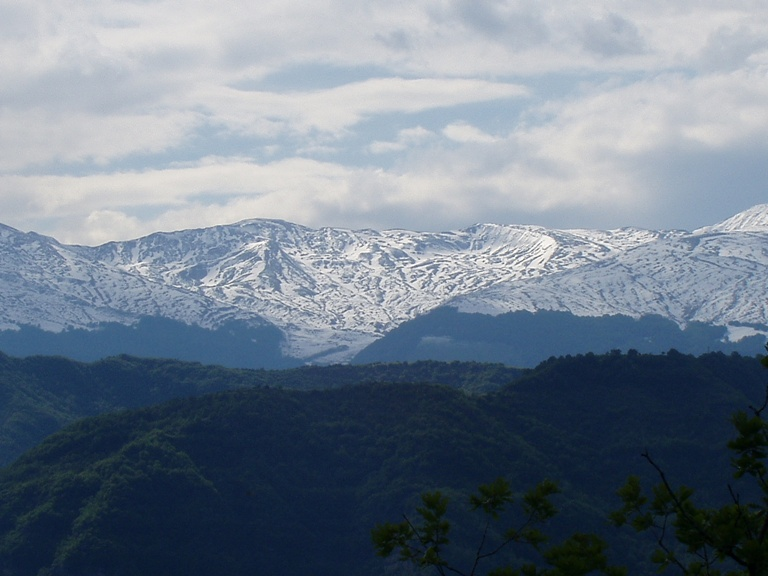
I Monti della Laga, versante teramano

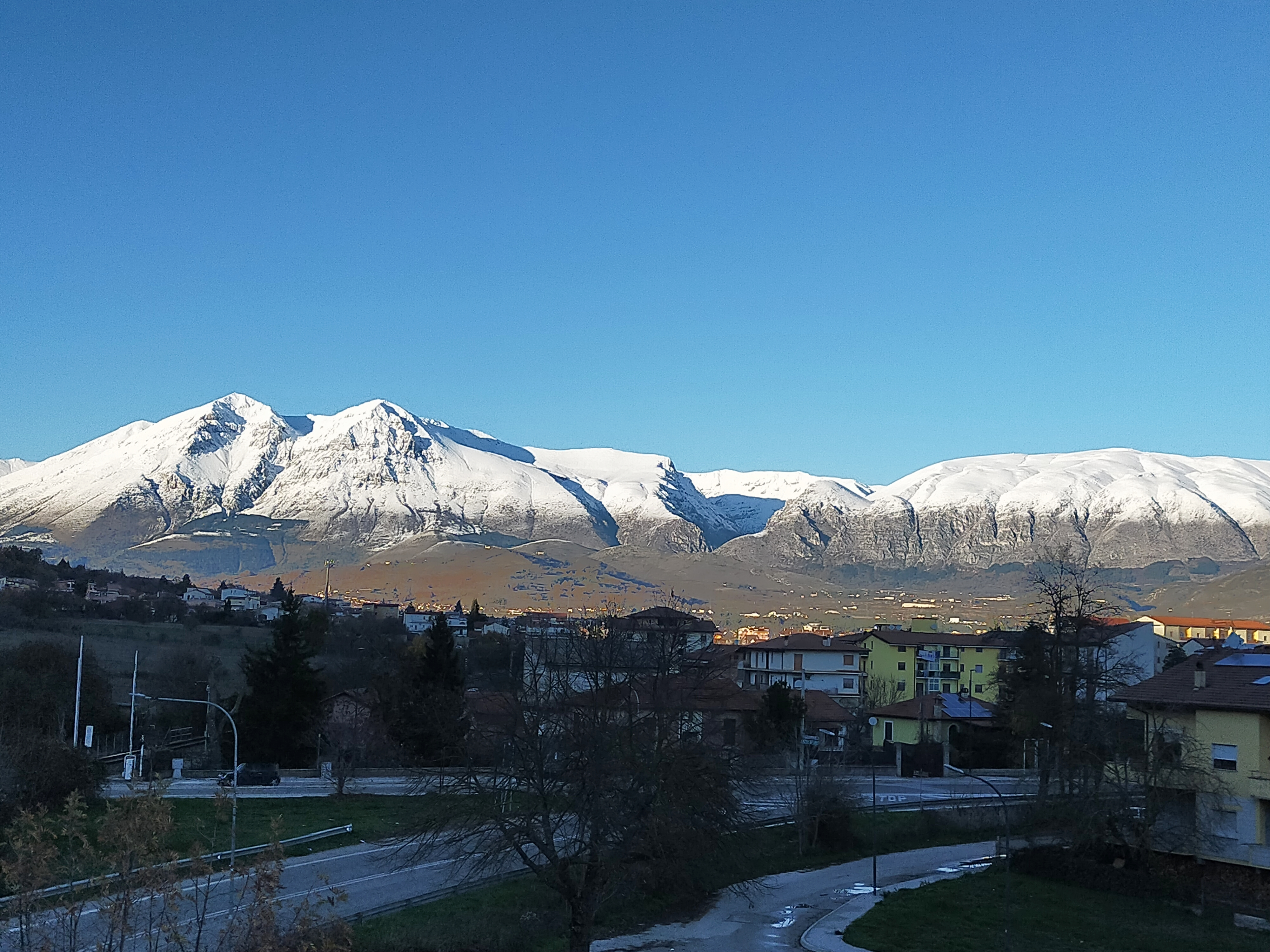
Il massiccio Sirente-Velino

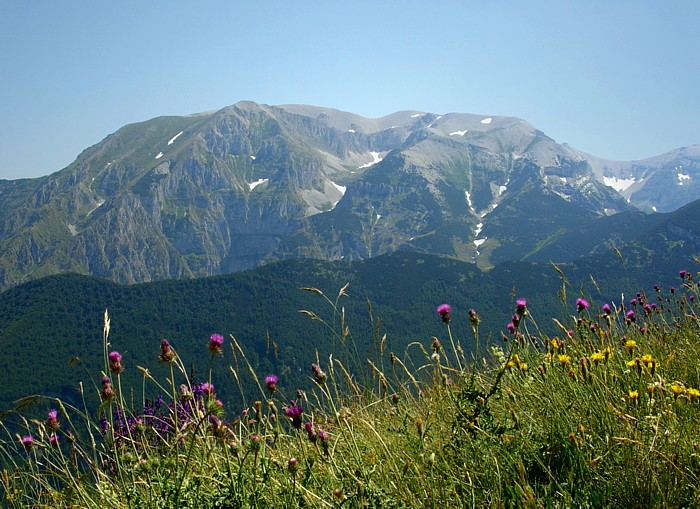
La Maiella

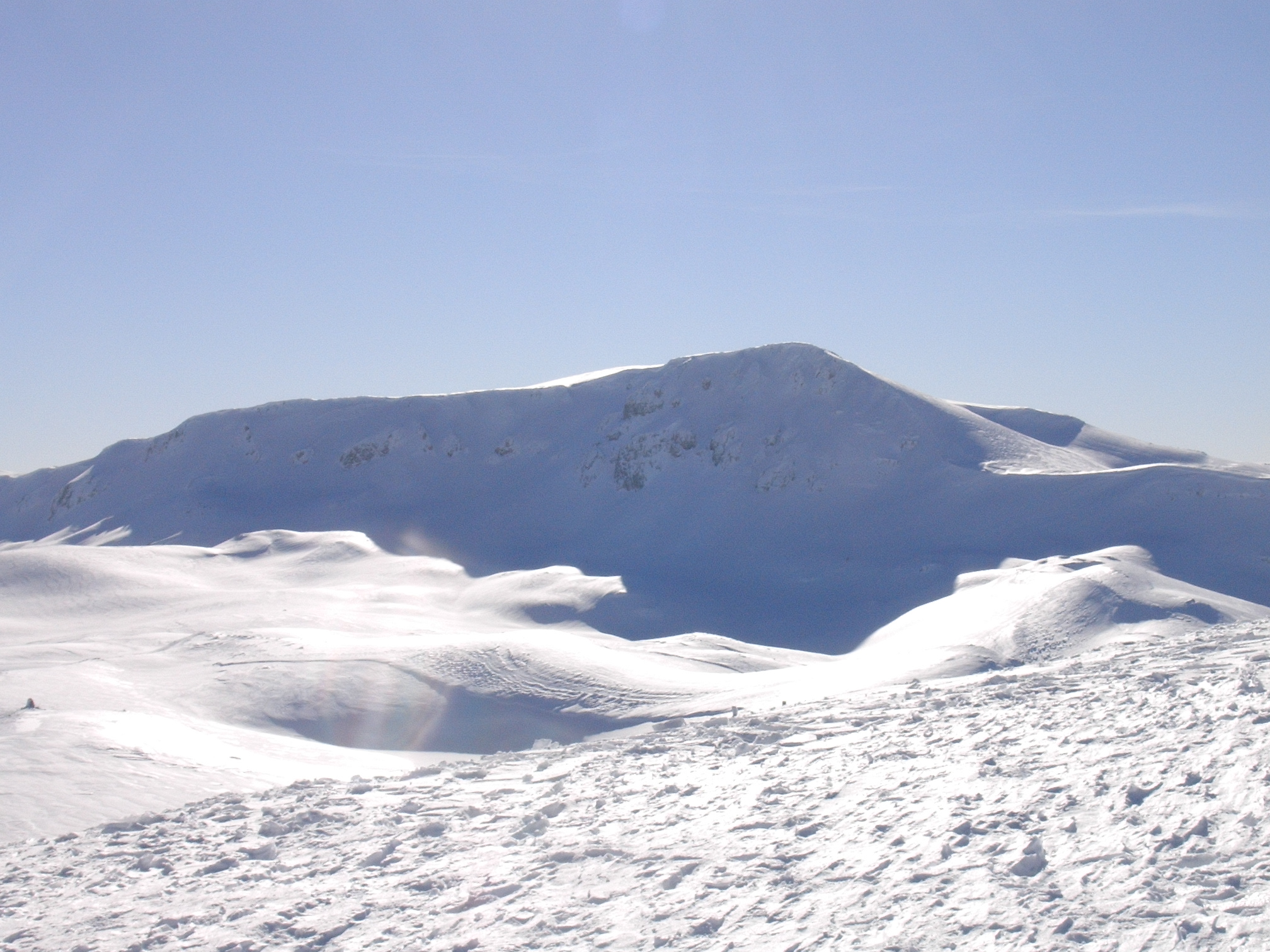
Monte Greco (Monti Marsicani)

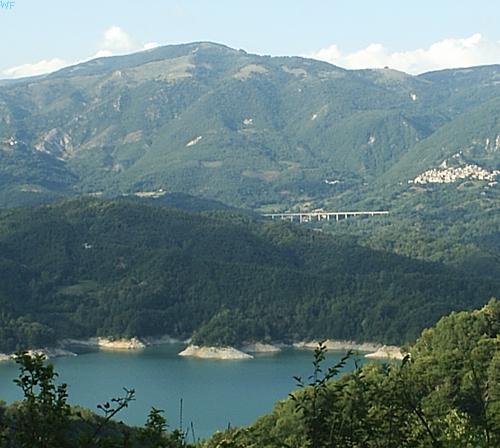
I Monti del Cicolano

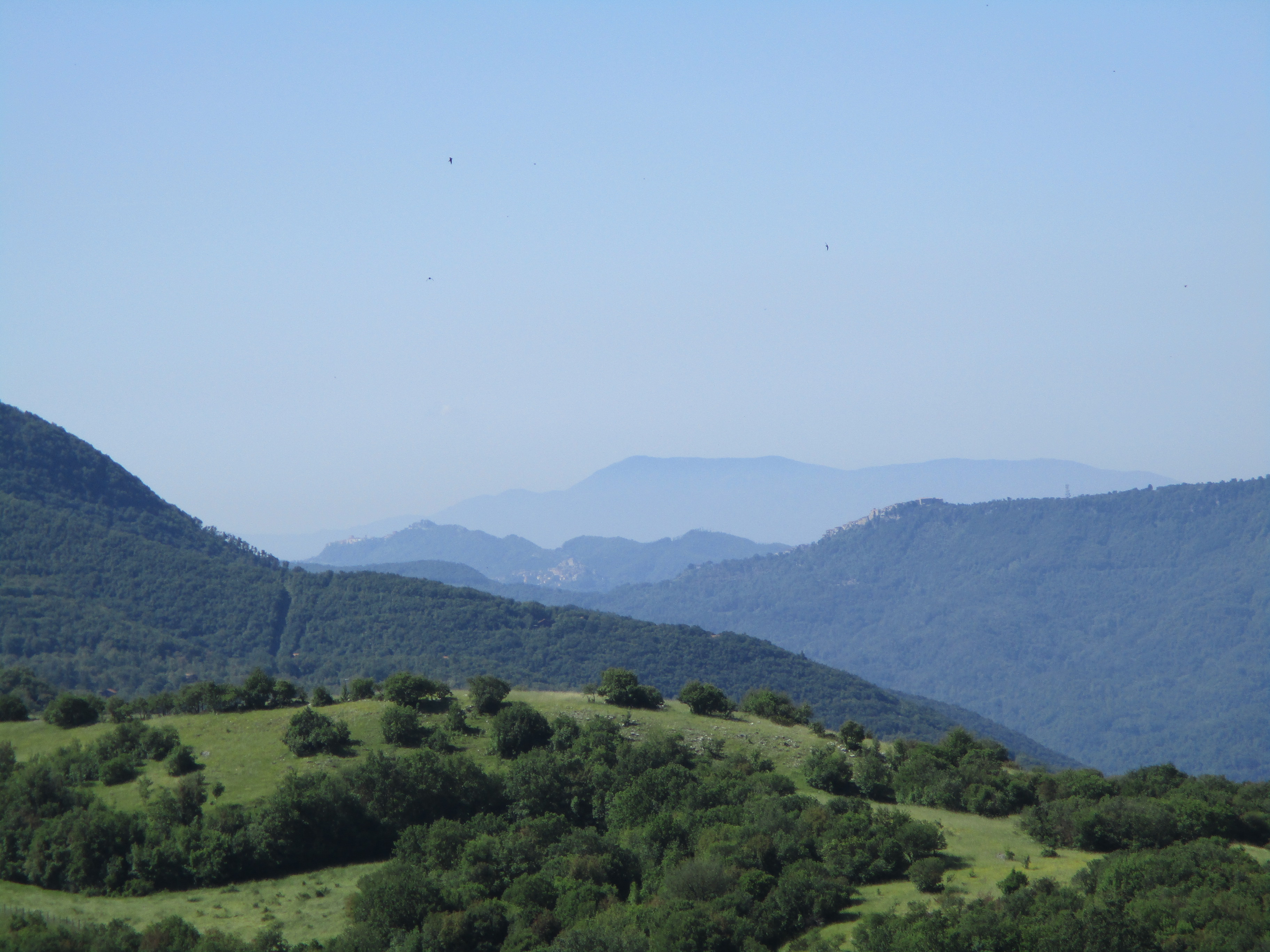
Monti Carseolani

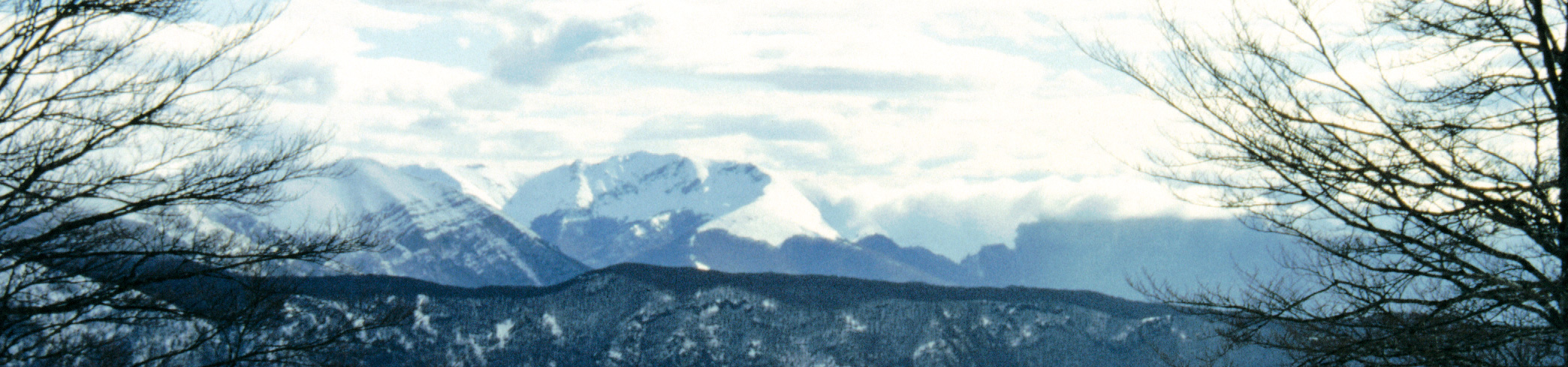
Monti Cantari

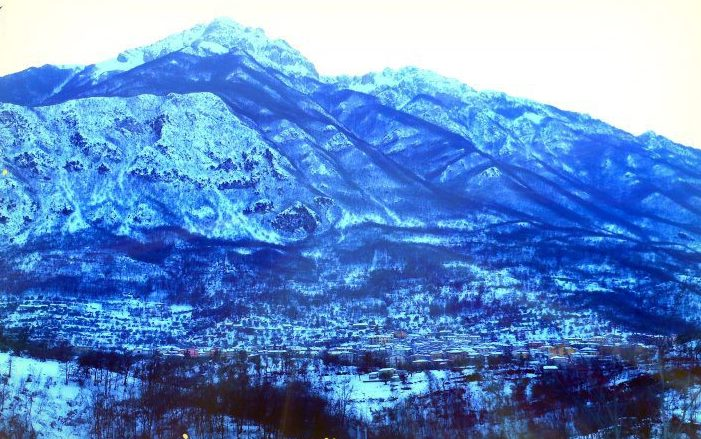
Monti Ernici

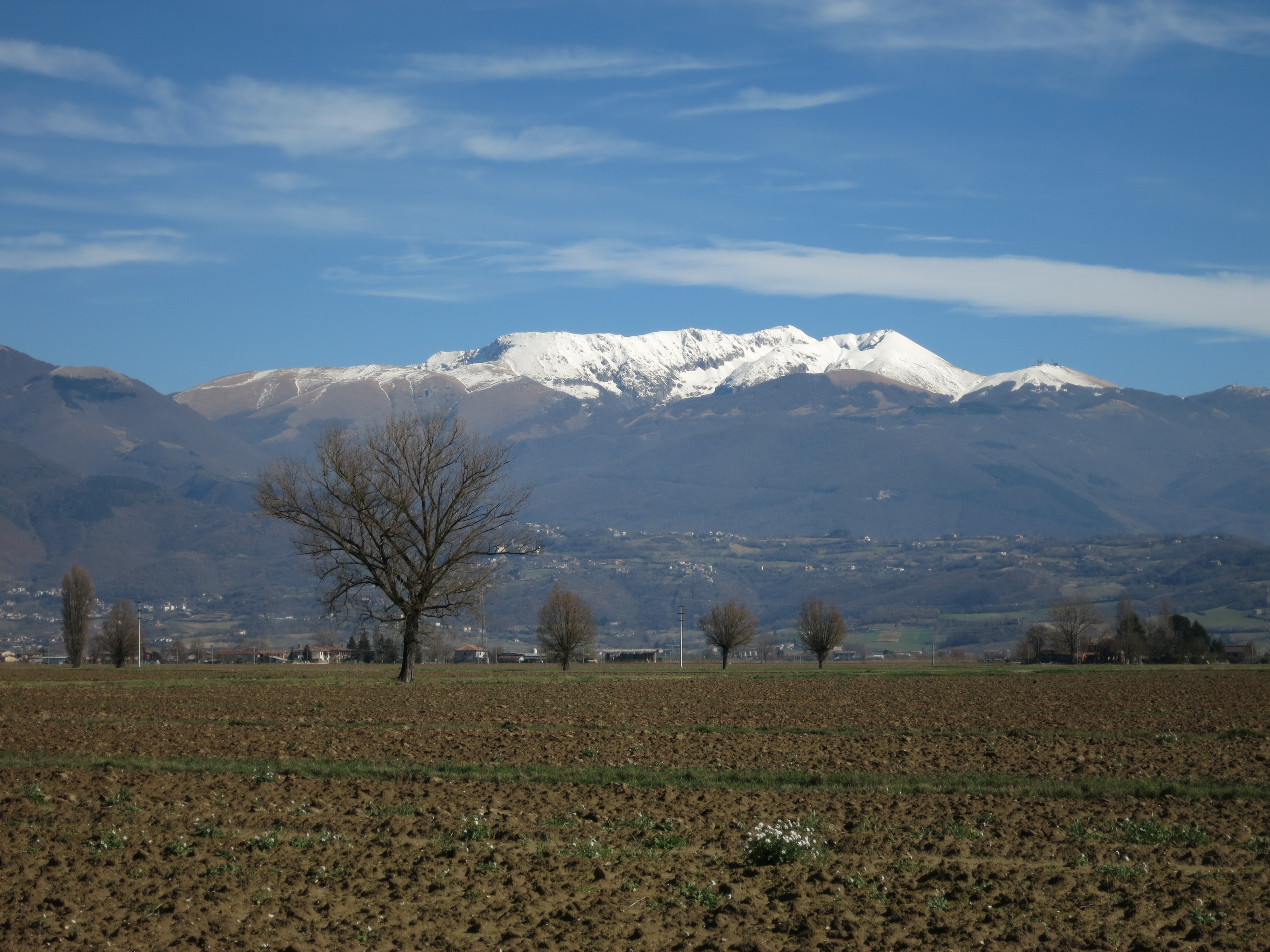
Monte Terminillo

### Confini
Come limite settentrionale ha il Passo di Montereale, o, secondo altri, il Passo della Torrita, (tra Rieti e Ascoli Piceno), che mette in comunicazione la valle del Tronto con quella del Velino e come limite meridionale la Bocca di Forlì ed è formato da catene calcaree aspre e a tratti rassomiglianti alle Dolomiti (Alpi Orientali), di altopiani e conche parallele alla catena.

### Geomorfologia
- Catena orientale - Compresa quasi interamente in Abruzzo è la più alta e la si può dividere in tre gruppi:
  - Gruppo settentrionale o dei Monti della Laga fra il Tronto ed il Vomano con le cime del Monte Gorzano (2.458 m), Cima Lepri (2.445 m), Pizzo di Sevo (2.419 m) e Pizzo di Moscio (2.411 m) lungo il confine tra Abruzzo e Lazio.
  - Gruppo centrale o del Gran Sasso d'Italia, tra le valli del Vomano e dell'Aterno-Pescara. Il Gran Sasso con la vetta del Corno Grande (2.912 m) segna la massima elevazione appenninica assieme al Corno Piccolo (2.780nbsp;m).
  - Gruppo meridionale della Maiella, tra le valli dell'Aterno-Pescara e del Sangro. Ha parecchie vette che oltrepassano i 2.500 m: Monte Amaro (2.793 m); Monte Acquaviva (2.737 m); Monte Focalone, (2.676 m); Monte Rotondo, (2.656 m); Monte Macellaro, (2.646 m); Monte Pesco Falcone, (2.546 m).
- Catena centrale - Comincia in territorio laziale a partire dal fiume Velino (Monte Pozzoni 1.903 m) a nord-est del massiccio del Monte Terminillo (Monti Reatini), separando le acque del Velino a ovest e quelle dell'Aterno a est da quelle del Salto a sud, proseguendo con i gruppi di Monte Giano (1.821 m), Monte Calvo (1.901 m), Monte Nuria (1.888 m), i Monti del Cicolano e i Monti della Duchessa e innestandosi quindi in territorio abruzzese nella catena del Sirente-Velino che culmina con il Monte Velino (2.486 m). Il Monte Sirente (2.347 m) piega più a sud e forma con le ultime pendici della Maiella lo stretto e lungo Altopiano delle Cinquemiglia, per finire sull'alta valle del Sangro a Castel di Sangro, dove poco più a sud, nei pressi della Bocca di Forlì, comincia invece l'Appennino meridionale (appennino sannita).
- Catena occidentale - Comincia in territorio laziale per proseguire in gran parte lungo il confine regionale tra Lazio  e Abruzzo e si può dividere in due tratti:
  - il primo tratto inizia dai Monti Carseolani fino alla catena dei monti Simbruini, culminanti con le cime del Monte Castel Amato (1.475 m), Monte Autore (1.855 m), Monte Tarino (1.959 m) e Monte Cotento (2.015 m), proseguendo con i monti Cantari con il Monte Viglio, i Monti Ernici nella Valle del Sacco, con a seguire il gruppo del Serra Lunga.
  - Il secondo tratto comprende i monti del parco nazionale d'Abruzzo (gruppo del monte Tranquillo) raggiungendo Forca d'Acero e a seguire i Monti della Meta con il Monte Meta, cresta alta e sottile, che si estende dal Sangro al Volturno fino al gruppo delle Mainarde al confine meridionale tra Lazio, Abruzzo e Molise. Ha molte cime che oltrepassano i 2.000 metri come Monte Meta (2.241 m) Monte Petroso (2.247 m) e Monte Metuccia (2.167 m) ed è collegato verso l'interno del territorio abruzzese al gruppo dei Monti Marsicani.

Tra le varie dorsali si aprono tre grandi conche o macroaree pedemontane che prendono il nome delle città che in esse gli antichi abitanti hanno eretto: la Conca Aquilana (con la Valle dell'Aterno e la piana di Navelli), la conca di Sulmona (Valle Peligna) tra la catena orientale e quella centrale e la conca di Avezzano (Fucino o conca Marsicana), tra la catena centrale e quella occidentale, occupata in gran parte fino al XVIII secolo da un vasto lago (Lago del Fucino) ora prosciugato. Sulle dorsali montuose si aprono poi numerosi altopiani montani d'altura più piccoli quali l'altopiano di Leonessa, l'altopiano di Cascina, l'altopiano di Sella di Corno, l'altopiano di Rascino, Campo Imperatore, la piana di Campo Felice, l'altopiano delle Rocche, i Piani di Pezza, gli altipiani maggiori d'Abruzzo.

### Orografia
Le montagne principali dell'Appennino centrale sono:
- Corno Grande - 2.912 m
- Monte Amaro - 2.793 m
- Monte Acquaviva - 2.737 m
- Monte Pesco Falcone - 2.657 m
- Corno Piccolo - 2.655 m
- Pizzo d'Intermesoli - 2.635 m
- Monte Corvo - 2.623 m
- Monte Camicia - 2.564 m
- Monte Prena - 2.560 m
- Pizzo Cefalone - 2.533 m
- Monte Aquila - 2.494 m
- Monte Velino - 2.486 m
- Monte Gorzano - 2.458 m
- Cima Lepri - 2.445 m
- Monte Cafornia - 2.414 m
- Pizzo di Sevo - 2.419 m
- Pizzo di Moscio - 2.411 m
- Monte Sirente - 2.347 m
- Monte di Sevice - 2.335 m
- Monte Greco - 2.285 m
- Monte Costone - 2.271 m
- Monte Serra Rocca Chiarano - 2.262 m
- Punta Trento - 2.248
- Punta Trieste - 2.230 m
- Monte Meta - 2.242 m
- Monte Petroso - 2.247 m
- Monte Marsicano - 2.245 m
- Monte Scindarella - 2.233 m
- Monte Magnola - 2.220 m
- Monte Terminillo - 2.217 m
- Monte Ocre - 2.204 m
- Costa della Tavola - 2.186 m
- Monte Murolungo - 2.181 m
- Monte Puzzillo - 2.174 m
- Monte Genzana - 2.170 m
- Monte Viglio - 2.156 m
- Monte di Mezzo - 2.155 m
- Monte Cagno - 2.153 m
- Monte Cefalone - 2.143 m
- Monte Morrone - 2.142 m
- Monte San Franco - 2.132 m
- Monte Porrara - 2.137 m
- Monte Rotella - 2.129 m
- Costone della Cerasa - 2.119 m
- Monte Rotondo - 2.102 m
- Monte La Torricella - 2.071 m
- Monte del Passeggio - 2.064 m
- Monte Rozza - 2.064 m
- Monte Rotondo - 2.064 m
- Montagna del Morrone - 2.061 m
- Monte Orsello - 2.044 m
- Pizzo Deta - 2.041 m
- Monte Cotento - 2.015 m
- Monte San Nicola - 2.012 m
- Monte Godi - 2.011 m
- Punta dell'Uccettù - 2004 m
- Monte Cava - 2.000 m
- Serra di Celano (Monte Tino) - 1.923 m
- Monte Pozzoni - 1903 m
- Monte Calvo - 1.894 m
- Monte Nuria - 1.888 m
- Monte Giano - 1.820 m
- Colle Prato - 1.594,6 m
- Colle di Pratoguerra - 1.584 m
- Colle delle Salere - 1.581,2 m
- Colle dei Frassi - 1.575 m
- Colle le Cese - 1.529,1 m
- Colle Puzzillo - 1.513,9 m
- Monte Guardia d'Orlando - 1.353 m
- Monte Bove (Monti Carseolani) - 1.346 m

### Valichi

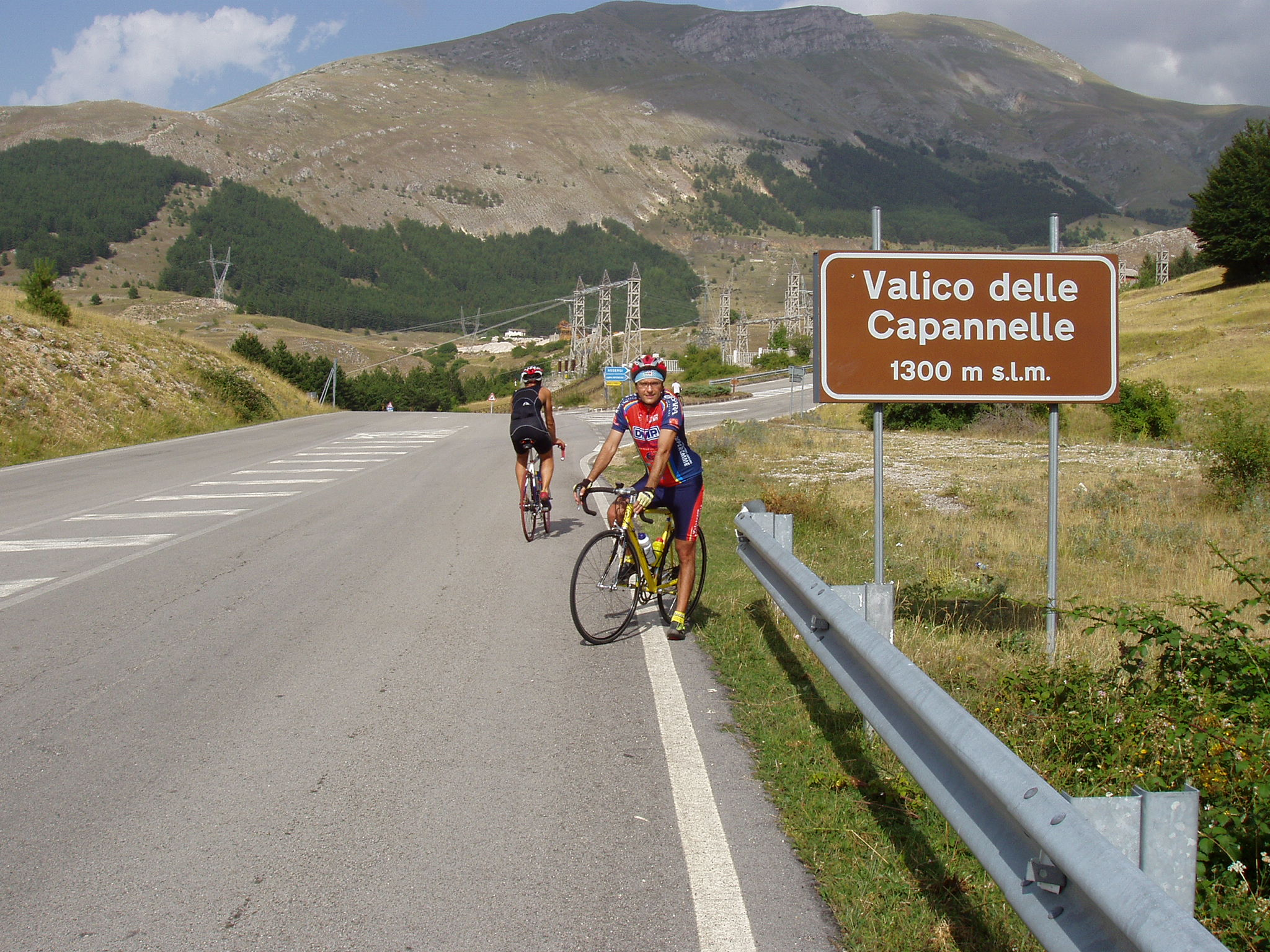
Il Passo delle Capannelle

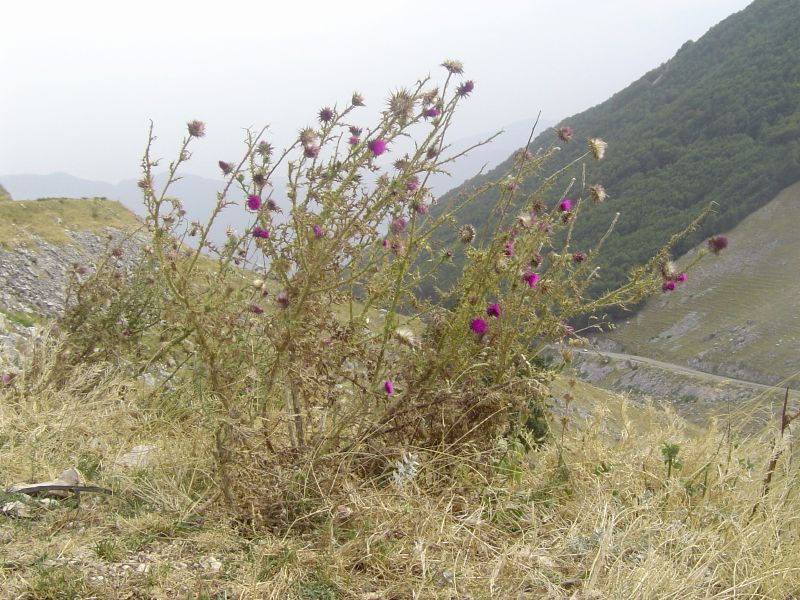
Forca d'Acero

- Aceretta
- Passo delle Capannelle
- Sella di Corno
- Forca Caruso
- Forca d'Acero
- Bocca di Forlì
- Passo Godi
- Passo di Montereale
- Passo San Leonardo
- Passo Serra Sant'Antonio
- Passolanciano
- Sella di Leonessa
- Passo San Nicola

## Ambiente

### Aree naturali protette

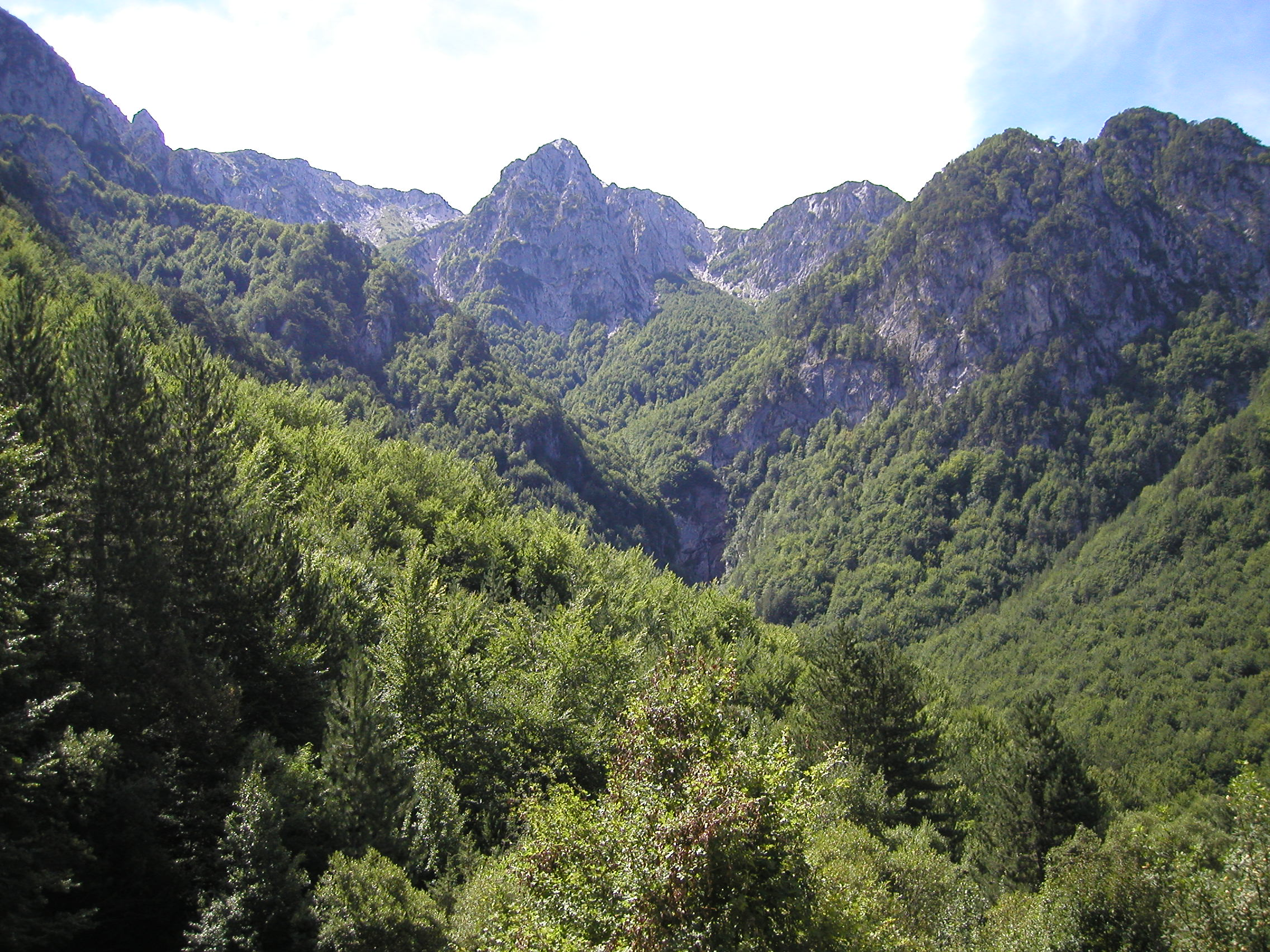
Parco nazionale d'Abruzzo, Lazio e Molise (La Camosciara)

#### Parchi nazionali
- Parco nazionale del Gran Sasso e Monti della Laga
- Parco nazionale della Maiella
- Parco nazionale d'Abruzzo, Lazio e Molise

#### Parchi regionali
- Parco naturale regionale Sirente-Velino

#### Riserve statali

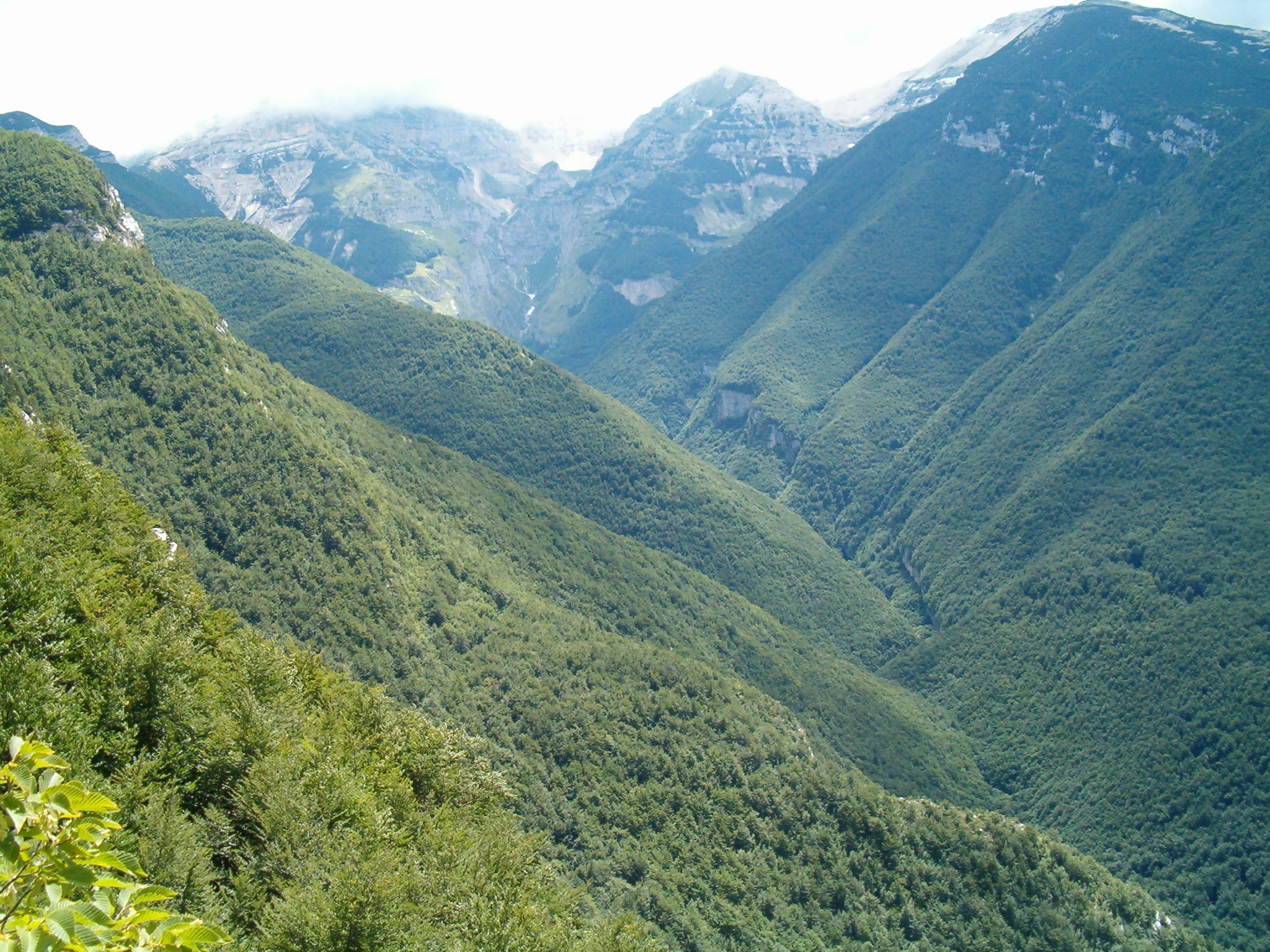
Riserva naturale Valle dell'Orfento I

- Riserva naturale Pineta di Santa Filomena
- Riserva naturale Valle dell'Orfento I
- Riserva naturale Valle dell'Orfento II
- Riserva naturale del Lago di Campotosto
- Riserva naturale Pantaniello
- Riserva naturale Quarto Santa Chiara
- Riserva naturale Fara San Martino-Palombaro
- Riserva naturale Feudo Ugni
- Riserva naturale Lama Bianca di Sant'Eufemia a Maiella
- Riserva naturale Monte Rotondo
- Riserva naturale Monte Velino
- Riserva naturale Piana Grande della Maielletta
- Riserva naturale Colle di Licco
- Riserva naturale Feudo Intramonti
- Riserva naturale del Lago di Campotosto
- Riserva regionale Voltigno e Valle d'Angri
- Riserva naturale del Corno Grande di Pietracamela

#### Altre aree

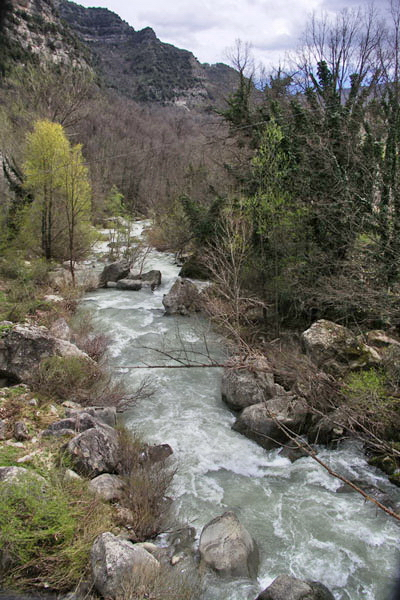
Parco territoriale attrezzato del Fiume Vomano

- Oasi naturale Abetina di Selva Grande
- Parco territoriale attrezzato Sorgenti solfuree del Lavino
- Parco territoriale attrezzato Fiume Fiumetto
- Parco territoriale attrezzato di Vicoli
- Parco territoriale attrezzato delle Sorgenti del Fiume Vera
- Parco territoriale attrezzato dell'Annunziata
- Parco territoriale attrezzato del Fiume Vomano
- Parco territoriale attrezzato Città S. Angelo con annesso Orto Botanico (non incluso nell'EUAP)
- Riserva naturale guidata Grotta delle farfalle nei comuni di Rocca San Giovanni e San Vito Chietino
- Oasi del Lago di Alanno - Piano d'Orta  (non incluso nell'EUAP)
- Riserva naturale guidata Cascate del Verde

### Stazioni sciistiche

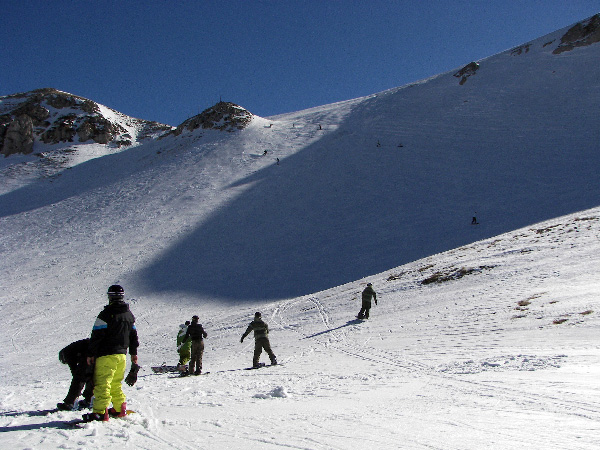
Comprensorio sciistico dell'Alto Sangro

- Alto Sangro
- Campo di Giove
- Campo Felice
- Campo Imperatore
- Collerotondo
- Gamberale
- Marsia (Tagliacozzo)
- Monte Magnola
- Montecristo (Abruzzo)
- Passo Godi
- Passo San Leonardo
- Passolanciano-Maielletta
- Pescasseroli
- Pescocostanzo
- Pizzoferrato
- Prati di Tivo
- Prato Selva
- Rivisondoli
- Roccaraso
- San Giacomo (Valle Castellana)
- Cappadocia (Italia)
- Opi (Italia)
- Tre Nevi